# William Reymond
Cet article possède un paronyme, voir Raymond Williams.
Pour les articles homonymes, voir Reymond.
 (décembre 2013).
Si vous disposez d'ouvrages ou d'articles de référence ou si vous connaissez des sites web de qualité traitant du thème abordé ici, merci de compléter l'article en donnant les références utiles à sa vérifiabilité et en les liant à la section « Notes et références ».
William Reymond, né le 2 février 1971 à Digne-les-Bains (Alpes-de-Haute-Provence), est un journaliste français d'investigation indépendant, directeur de collection aux Éditions Flammarion.

## Carrière professionnelle
William Reymond vit à Las Vegas (États-Unis) et collabore à plusieurs magazines d'information français et suisses. Il est également un collaborateur régulier du magazine 90 minutes de Canal+.[réf. nécessaire]
En 1996, il écrit une enquête intitulée Dominici non coupable, les assassins retrouvés sur l'hypothèse controversée d'une conspiration ayant impliqué les services secrets soviétiques dans l'assassinat de la famille Drummond et disculpant l'accusé Gaston Dominici. Une adaptation du livre est réalisée par Pierre Boutron en 2003 pour TF1, L'affaire Dominici avec Michel Serrault et Michel Blanc.
William Reymond s'est particulièrement intéressé à l'assassinat de John F. Kennedy sur lequel il a écrit deux ouvrages, JFK, autopsie d'un crime d'Etat (Flammarion 1998) étude sur l'assassinat dont il expose d'importantes archives provenant de différents services de renseignements gouvernementaux et l'hypothèse d'une conspiration impliquant des financiers d'extrême-droite combinée à des Cubains anti-Castro ainsi que des soldats perdus de l'OAS, et JFK, le dernier témoin (Flammarion 2003) se fondant sur le témoignage de Billie Sol Estes, milliardaire ruiné qui fut pendant de nombreuses années l'un des financiers de Lyndon B. Johnson, et qui implique celui-ci dans l'assassinat. Ce dernier ouvrage a donné lieu à un documentaire réalisé par Bernard Nicolas en 2001 pour Canal plus, JFK, autopsie d'un complot.
En 2001, il publie Mafia S.A. Les secrets du crime organisé (Flammarion) où avec des documents inédits, témoignages de procureurs, de magistrats, de policiers, de victimes et de mafiosi repentis, il retrace l'histoire mondiale et l'évolution du crime organisé.
William Reymond est le scénariste avec Yves Simoneau de la série de trois films Assassin's Creed : Lineage sortie en novembre 2009.

## Vie personnelle
En 2018, il gagne un bracelet et 154 996 $ au World Series of Poker  à Las Vegas.